# 愛知県道198号一宮小牧線
愛知県道198号一宮小牧線（あいちけんどう198ごう いちのみやこまきせん）は、愛知県一宮市から同県小牧市に至る一般県道である。全線が他路線との重複区間であり、2011年（平成23年）9月10日現在、地図上で本県道を確認することはできない。

## 概要

### 路線データ
- 起点：愛知県一宮市松降1丁目
- 終点：愛知県小牧市大草西
- 経過地：愛知県岩倉市石仏町下如来堂、愛知県春日井市桃山町2丁目[1]
- 延長：17.45 km

## 沿革
- 1995年（平成7年）4月1日：認定[2]

## 地理

### 通過する自治体
- 愛知県
  - 一宮市 - 岩倉市 -  小牧市 -  春日井市 - 小牧市

### 交差する道路
- 国道155号（一宮市松降1丁目 - 下末交差点間で重複）[3]
- 愛知県道199号高蔵寺小牧線（下末交差点から重複）